# Helmut Kleinböhl
Helmut Kleinböhl (* 7. Januar 1938; † 10. Oktober 2015) war ein deutscher Fußballspieler, der als Aktiver von Kickers Offenbach in den Jahren 1959 bis 1963 zu 82 Einsätzen mit fünf Toren in der Oberliga Süd gekommen ist.

## Laufbahn

### Amateur, bis 1959
In der 2. Amateurliga, beim SC Opel Rüsselsheim im südhessischen Amateurbereich, fiel der linke Außenläufer bzw. Halblinks spielende Kleinböhl mit 21 Jahren den Zuarbeitern der DFB-Amateurnationalmannschaft im Hessischen Fußball-Verband auf. Gemeinsam mit Willi Schulz feierte er sein Debüt am 15. April 1959 in der Amateurnationalmannschaft beim Länderspiel in Enschede gegen Holland. Schulz, Herbert Schäfer und Helmut Kleinböhl bildeten die Läuferreihe beim 2:0-Sieg gegen die Niederlande. Am 27. Mai folgte für den Spieler aus Rüsselsheim die zweite Berufung. In Siegen gab es einen weiteren 2:0-Erfolg gegen England. Es agierte die gleiche Läuferreihe wie gegen Holland und auch der deutsche Torschütze war derselbe wie in Enschede: Erwin Stein erzielte alle vier Treffer in den beiden Spielen der Amateurnationalmannschaft. Helmut Kleinböhl kehrte den Schwarz-Gelben aus Rüsselsheim den Rücken und unterschrieb beim deutschen Vizemeister Kickers Offenbach einen Vertrag zur Runde 1959/60 für die Oberliga Süd. Genau wie Erwin Stein, der zu Eintracht Frankfurt wechselte, war Kleinböhl damit für die anstehenden Olympia-Qualifikationsspiele der DFB-Amateurnationalmannschaft nicht mehr einsetzbar.

### Oberliga Süd und Regionalliga Süd, 1959 bis 1968
Der Neuzugang aus der 2. Amateurliga Hessen, bestritt am dritten Spieltag der Runde 1959/60, am 6. September 1959, beim Heimspiel gegen SSV Ulm 1846 sein erstes Oberligaspiel für Offenbach. Die Kickers gewannen mit 2:0 Toren und der auf Halblinks spielende Kleinböhl erzielte in der 75. Spielminute die 1:0-Führung für die Mannschaft vom Bieberer Berg. Das erste Main-Derby gegen Eintracht Frankfurt erlebte er am 1. November 1959 auch mit einem 2:1-Heimsieg. Durch seine 24 Einsätze mit fünf Toren hatte der Amateurnationalspieler an dem Erreichen des zweiten Platzes in seiner ersten Saison beim OFC aktiven Anteil. Der Südvize des Jahres 1960 nahm nicht direkt an der Endrunde um die deutsche Fußballmeisterschaft teil, es war ein Qualifikationsspiel gegen den Westvize zuvor zu bestreiten. Am 7. Mai 1960 traten Westfalia Herne und Kickers Offenbach in Hannover zu diesem Qualifikationsspiel an. Die Offenbacher vertrauten im Angriff auf Engelbert Kraus, Gerhard Kaufhold, Hans Weber, Helmut Kleinböhl und Siegfried Gast. Otto Luttrop entschied mit seinem Treffer in der 42. Minute diese Begegnung für Herne und Offenbach konnte nicht an der eigentlichen Endrunde 1960 teilnehmen.
In den beiden nächsten Runden kam Offenbach im Süden jeweils auf den 4. Rang und Kleinböhl gehörte mit 26 bzw. 27 Einsätzen der Stammbesetzung an. Im Abschlussjahr der Oberligen, 1962/63, absolvierte der Ex-Rüsselsheimer lediglich in der Rückrunde (im Februar und März 1963) noch fünf Oberligaspiele für Offenbach und kehrte im Sommer 1963 nach Rüsselsheim zurück.
In den nächsten zwei Jahren konnte er mit Opel Rüsselsheim zwei Meisterschaften mit zwei Aufstiegen feiern. In der Saison 1963/64 setzte sich der SC in der 2. Amateurliga und im Aufstiegsspiel gegen Alsfeld 06 durch und in der Hessenliga 1964/65 mit einem Torverhältnis von 100:23 und elf Punkten Vorsprung und konnte dadurch den Aufstieg in die Regionalliga Süd feiern. Rüsselsheim platzierte sich in den drei ersten Jahren in der Regionalliga Süd auf den Rängen 10., 12. und 11. In der Saison 1967/68 trainierte Otto Barić die Hessen und Kleinböhl war in den beiden Spielen gegen die Spitzenteams aus Offenbach und Hof jeweils als Halblinks im Einsatz. Am 17. März 1968 rang Rüsselsheim dem Vizemeister aus Offenbach im Stadion am Sommerdamm ein 2:2-Unentschieden ab, acht Tage später glückte das mit dem gleichen Ergebnis auch beim späteren Meister FC Bayern Hof. Kleinböhl absolvierte in der Regionalliga Süd für die Südhessen von 1965 bis 1968 67 Spiele und beendete nach der Runde 1967/68 seine Laufbahn als Vertragsspieler.